# Liste der Biografien/Schmid, F
Liste der Biografien |
Portal Biografien |
F Personensuche
# |
A |
B |
C |
D |
E |
F |
G |
H |
I |
J |
K |
L |
M |
N |
O |
P |
Q |
R |
S |
T |
U |
V |
W |
X |
Y |
Z |
?
 
Sa |
Sb |
Sc |
Sd |
Se |
Sf |
Sg |
Sh |
Si |
Sj |
Sk |
Sl |
Sm |
Sn |
So |
Sp |
Sq |
Sr |
Ss |
St |
Su |
Sv |
Sw |
Sy |
Sz
 
Sca–Sce |
Sch |
Sci–Scz
 
Scha |
Schc |
Schd |
Sche |
Schg |
Schi |
Schj |
Schk |
Schl |
Schm |
Schn |
Scho |
Schp |
Schr |
Schs |
Scht |
Schu |
Schv |
Schw |
Schy
 
Schma |
Schme |
Schmi |
Schmo |
Schmu |
Schmy
 
Schmic |
Schmid |
Schmie |
Schmig |
Schmik |
Schmil |
Schmin |
Schmir |
Schmis |
Schmit
 
Schmida |
Schmidb |
Schmide |
Schmidf |
Schmidg |
Schmidh |
Schmidi |
Schmidj |
Schmidk |
Schmidl |
Schmidm |
Schmidp |
Schmidr |
Schmids |
Schmidt |
Schmid, A |
Schmid, B |
Schmid, C |
Schmid, D |
Schmid, E |
Schmid, F |
Schmid, G |
Schmid, H |
Schmid, I |
Schmid, J |
Schmid, K |
Schmid, L |
Schmid, M |
Schmid, N |
Schmid, O |
Schmid, P |
Schmid, R |
Schmid, S |
Schmid, T |
Schmid, U |
Schmid, V |
Schmid, W |
Schmid, Y
Die Liste der Biografien führt alle Personen auf, die in der deutschsprachigen Wikipedia einen Artikel haben. Dieses ist eine Teilliste mit 25 Einträgen von Personen, deren Namen mit den Buchstaben „Schmid, F“ beginnt.

## Schmid, F

### Schmid, Fa
- Schmid, Fanny (1861–1911), Schweizer Lehrerin und Aktive in der Frauenbewegung

### Schmid, Fe
- Schmid, Ferdinand (1925–2013), deutscher Brauerei-Manager
- Schmid, Ferdinand Wilhelm (1829–1896), württembergischer Politiker

### Schmid, Fl
- Schmid, Flavio (* 1980), Schweizer Fußballspieler
- Schmid, Florian (* 1990), Schweizer Badmintonspieler
- Schmid, Florian (* 2000), deutscher Fußballspieler

### Schmid, Fr
- Schmid, Franz (1841–1923), Schweizer Politiker (KVP)
- Schmid, Franz (1844–1922), österreichischer katholischer Theologe, Kapitularvikar der Diözese Brixen
- Schmid, Franz (1868–1934), deutscher Bibliothekar und Bibliotheksleiter
- Schmid, Franz (1877–1953), österreichischer Politiker (NSDAP), MdR, Landtagsabgeordneter
- Schmid, Franz (1895–1937), deutscher Politiker (NSDAP), MdL, MdR
- Schmid, Franz (1905–1992), deutscher Bergsteiger
- Schmid, Franz (* 2000), deutscher Politiker (AfD)
- Schmid, Franz de (* 1858), französisch-deutscher Gutsbesitzer, Fabrikbesitzer und Politiker, MdR
- Schmid, Franz Kaspar von (1658–1721), Pfleger von Aibling während des bayerischen Volksaufstands (1705)
- Schmid, Franz Seraphicus (1764–1843), römisch-katholischer Geistlicher und Autor
- Schmid, Franz Vinzenz (1758–1799), Schweizer Chronist, Politiker und Rebellenführer
- Schmid, Franz Xaver (1800–1871), bayerischer Pfarrer, Professor und Mitglied in der Kammer der Abgeordneten
- Schmid, Franz Xaver (1819–1883), deutscher Philosoph und Hochschullehrer
- Schmid, Frederik (* 1989), deutscher SchauspielerFrederik Schmid (* 1989)

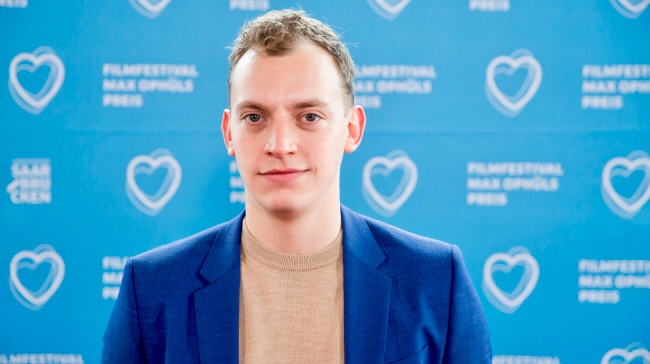
Frederik Schmid (* 1989)

- Schmid, Friedrich (1807–1883), deutsch-amerikanischer lutherischer Pfarrer und Missionar
- Schmid, Friedrich (1812–1863), Schweizer Jurist und Politiker
- Schmid, Friedrich (1870–1962), Schweizer Landwirt, Astronom und Kantonsrat
- Schmid, Friedrich (1947–2022), deutscher Statistiker
- Schmid, Fritz (* 1972), österreichischer Musical-Sänger (Tenor)